# Eutelia speciosa
Eutelia speciosa là một loài bướm đêm trong họ Noctuidae.